# L-sorbosio ossidasi
La L-sorbosio ossidasi è un enzima appartenente alla classe delle ossidoreduttasi, che catalizza la seguente reazione:
L-sorbosio + O2 ⇄ 5-deidro-D-fruttosio + H2O2
Agisce anche sul D-glucosio, D-galattosio e D-xilosio, ma non sul D-fruttosio. Il 2,6-Dicloroindofenolo può funzionare come accettore.